# U-20-Fußball-Afrikameisterschaft 2005/Qualifikation
Die Qualifikation zur U-20-Fußball-Afrikameisterschaft 2005 wurde ausgetragen, um die sieben Endrundenteilnehmer neben Gastgeber Benin zu ermitteln. Die Spiele fanden zwischen dem 2. April und 24. Oktober 2004 statt.

## Modus
Die gemeldeten Mannschaften ermittelten in drei Qualifikationsrunden im K.-o.-System mit Hin- und Rückspielen die sieben Endrundenteilnehmer. Bei Torgleichheit entschied die Auswärtstorregel über das Weiterkommen. Herrschte hier ebenso Gleichstand, wurde ohne vorherige Verlängerung ein Elfmeterschießen durchgeführt.

## Vorrunde
Die Hinspiele wurden am 2. und 3. April, die Rückspiele am 17. und 18. April 2004 ausgetragen.
|                       | Gesamt      |                         | Hinspiel | Rückspiel |
| --------------------- | ----------- | ----------------------- | -------- | --------- |
| Libyen                | (a)2:2(a)   | Niger                   | 2:2      | 0:0       |
| Sierra Leone          | (a) 1:1 (a) | Gambia                  | 0:0      | 1:1       |
| Sudan                 | 3:1         | Somalia                 | 1:0      | 2:1       |
| Lesotho               | :           | Mauritius zurückgezogen | :        | :         |
| Eritrea               | 0:1         | Ruanda                  | 0:1      | 0:0       |
| Namibia               | 0:5         | Botswana                | 0:0      | 0:5       |
| Burundi zurückgezogen | :           | Republik Kongo          | :        | :         |

## Erste Runde
Die Hinspiele wurden zwischen dem 16. und 18. Juli, die Rückspiele zwischen dem 30. Juli und 2. August 2004 ausgetragen.
|                         | Gesamt          |                              | Hinspiel | Rückspiel |
| ----------------------- | --------------- | ---------------------------- | -------- | --------- |
| Algerien                | 1:3             | Niger                        | 1:2      | 0:1       |
| Marokko                 | 3:1             | Sierra Leone                 | 3:0      | 0:1       |
| Ägypten                 | 4:0             | Sudan                        | 4:0      | 0:0       |
| Äthiopien zurückgezogen | :               | Sambia                       | :        | :         |
| Südafrika               | (a)2:2(a)       | Lesotho                      | 2:1      | 0:1       |
| Simbabwe                | :               | Tansania zurückgezogen       | :        | :         |
| Mosambik                | 1:4             | Ruanda                       | 1:0      | 0:4       |
| Angola                  | 5:2             | Botswana                     | 3:0      | 2:2       |
| Elfenbeinküste          | 2:2 (5:4 i. E.) | Guinea                       | 2:0      | 0:2       |
| Ghana                   | :               | Gabun zurückgezogen          | :        | :         |
| Tunesien                | 1:1 (3:5 i. E.) | Burkina Faso                 | 1:0      | 0:1       |
| DR Kongo zurückgezogen  | :               | Nigeria                      | :        | :         |
| Kamerun                 | :               | Republik Kongo zurückgezogen | :        | :         |
| Mali                    | 3:1             | Senegal                      | 3:1      | 0:0       |

## Zweite Runde
Die Hinspiele wurden zwischen dem 1. und 3. Oktober, die Rückspiele am 23. und 24. Oktober 2004 ausgetragen.
|          | Gesamt    |                                | Hinspiel | Rückspiel |
| -------- | --------- | ------------------------------ | -------- | --------- |
| Marokko  | :         | Niger von der FIFA suspendiert | 4:0      | :         |
| Sambia   | 2:3       | Ägypten                        | 2:0      | 0:3       |
| Simbabwe | 0:3       | Lesotho                        | 0:0      | 0:3       |
| Angola   | 1:0       | Ruanda                         | 1:0      | 0:0       |
| Ghana    | 1:2       | Elfenbeinküste                 | 0:1      | 1:1       |
| Nigeria  | 5:2       | Burkina Faso                   | 2:0      | 3:2       |
| Mali     | (a)2:2(a) | Kamerun                        | 1:0      | 1:2       |

Niger wurde vor dem Rückspiel von der FIFA suspendiert.

## Ergebnis
Marokko, Ägypten, Lesotho, Angola, die Elfenbeinküste, Nigeria und Mali qualifizierten sich für die Endrunde.